# Getz/Gilberto
| 전문가 평가                         | 전문가 평가 |
| 평가 점수                           | 평가 점수   |
| 출처                                | 점수        |
| ----------------------------------- | ----------- |
| AllMusic                            | [ 1 ]       |
| The Rolling Stone Jazz Record Guide | [ 2 ]       |

《Getz/Gilberto》는 미국의 색소포니스트 스탠 게츠와 브라질의 기타리스트 주앙 지우베르투의 음반으로, 피아니스트 겸 작곡가 안토니우 카를루스 조빙(통 조빔)이 수록되어 있으며, 이 곡들도 다수 작곡하였다고, 1964년 3월에 버브 레코드에 발표되었다. 이 음반에는 아스트루드 지우베르투의 보컬이 수록되어 있는데, 〈Garota de Ipanema〉(〈The Girl from Ipanema〉)와 〈Corcovado〉의 두 곡이다. 이 삽화는 아티스트인 올가 알비즈에 의해 만들어졌다. 《Getz/Gilberto》는 재즈 및 보사노바 음반으로, 마지막 곡인 〈Desafinado〉, 〈Corcovado〉, 〈Garota de Ipanema〉와 같은 곡들이 수록되어 있으며, 이 곡들은 올해의 그래미 어워드를 수상하고 아스트루드 지우베르투를 국제적인 스타덤에 올려놓았다. 〈Doralice〉와 〈Para Machucar Meu Coração〉는 보사노바 삼바의 전통에 대한 지우베르투와 조빙의 존경을 강화했다.
《Getz/Gilberto》는 전세계적으로 보사노바를 대중화한 음반으로 여겨지며, 역대 재즈 음반 중 가장 많이 팔린 음반 중 하나이다. 이 음반은 1964년에 200만 장 이상이 팔리면서 상업적으로도 성공을 거두었다. 후에 《롤링 스톤》과 《바이브》의 역대 베스트 음반 목록에 실렸다. 《Getz/Gilberto》는 지우베르투의 보컬과 음반의 보사노바 그루브와 미니멀리즘을 높이 평가한 음악 평론가들로부터 널리 호평을 받았다.

## 커버 아트
커버 아트는 푸에르토리코의 화가 올가 알비즈의 작품이다. 추상표현주의 조형 예술가인 그녀는 또한 게츠의 다른 보사노바 음반의 커버를 디자인했다.
미술 평론가이자 역사가인 수잔 노예 플랫은 알비즈와 보사노바와의 관계에 대해 다음과 같이 썼다.
그녀의 알비즈의 작품에는 모든 것을 소비하기 위해 표면에 나타나게 하기보다는 숨겨진 감정의 층을 말하는 통제되고 미묘한 관능성이 있다. 알비즈의 경우, 음악에 대한 연결, 특히 보사노바와 함께 한스 호프만의 "밀고 당기는" 사상에 대한 노출은 다른 기준점 없이 작품이 존재할 수 있게 한다. 색깔은 정말 커다란 완전한 소리처럼 움직인다. 이 연결은 우리를 칸딘스키로 데려다 준다.

## 곡 목록
| #  | 제목                          | 작사·작곡                                                 | 재생 시간 |
| -- | ----------------------------- | --------------------------------------------------------- | --------- |
| 1. | 〈The Girl from Ipanema〉     | 안토니우 카를루스 조빙, 비니시우스 지 모라이스, 노먼 김벌 | 5:21      |
| 2. | 〈Doralice〉                  | 안토니우 알메이다, 도리바우 카이미                        | 2:47      |
| 3. | 〈Para Machucar Meu Coração〉 | 아리 바호주                                               | 5:07      |
| 4. | 〈Desafinado〉                | 조빙, 뉴턴 멘돈사                                         | 4:09      |

| #  | 제목                                        | 작사·작곡      | 재생 시간 |
| -- | ------------------------------------------- | -------------- | --------- |
| 1. | 〈Corcovado (Quiet Nights of Quiet Stars)〉 | 조빙, 진 리즈  | 4:17      |
| 2. | 〈Só Danço Samba〉                          | 조빙, 모라이스 | 3:42      |
| 3. | 〈O Grande Amor〉                           | 조빙, 모라이스 | 5:27      |
| 4. | 〈Vivo Sonhando〉                           | 조빙           | 2:56      |

## 인증
| 국가                                                            | 인증 | 판매량/출하량 |
| --------------------------------------------------------------- | ---- | ------------- |
| 아르헨티나 (CAPIF)                                              | 골드 | 30,000^       |
| 캐나다 (뮤직 캐나다)                                            | 골드 | 50,000^       |
| 이탈리아 (FIMI)                                                 | 골드 | 25,000        |
| 영국 (BPI) 2014 release                                         | 실버 | 60,000        |
| 미국 (RIAA)                                                     | 골드 | 500,000^      |
| ^출하량을 기반으로 한 인증 · 판매량+스트리밍을 기반으로 한 인증 |      |               |